# Pavlogradka
Pavlogradka (in russo Павлоградка?) è un insediamento operaio dell'oblast' di Omsk, in Russia, nella parte sud della Siberia Occidentale. È il centro amministrativo del distretto Pavlogradskij.
Si trova 99 km a sud di Omsk e a 18 km dal confine di stato con il Kazakistan.